# Rue des Célestines (Lille)
Pour les articles homonymes, voir Rue des Célestines.
La rue des Célestines est une rue de Lille, dans le Nord, en France. 

## Situation et accès
Située dans le quartier du Vieux-Lille, la rue des Célestines, est une voiee qui relie la place du Gard à la rue de Gand. Elle est desservie par la rue des Bonnes-Rappes.

## Origine du nom
Elle doit son nom à un couvent de Célestines fondé en 1628 .

## Historique
La rue fut créée à la suite de l'agrandissement de Lille de 1617 - 1622 sur les vestiges du château de Courtrai détruit en 1577.
Les bâtiments du couvent des Célestines vendus comme bien national à la Révolution furent utilisés par une filature puis usine de tissage de lin de l'entreprise Descamps et ensuite détruits faisant place à des immeubles d'habitation et à une école maternelle.
Il subsiste de l'ancienne usine une belle cave voutée sous la cour de l'école.
La rue enjambait par un pont le canal des Célestines qui débouchait sur le port de la Basse Deûle, actuelle avenue du Peuple-Belge.

## Bâtiments remarquables et lieux de mémoire
- Les vestiges de la maison à l'angle de la Rue des Célestines et du n° 29 rue de Gand ont été classés monument historique, par arrêté du 12 février 1927 Notice no PA00107684, sur la plateforme ouverte du patrimoine, base Mérimée, ministère français de la Culture.